# Lacaille 8760

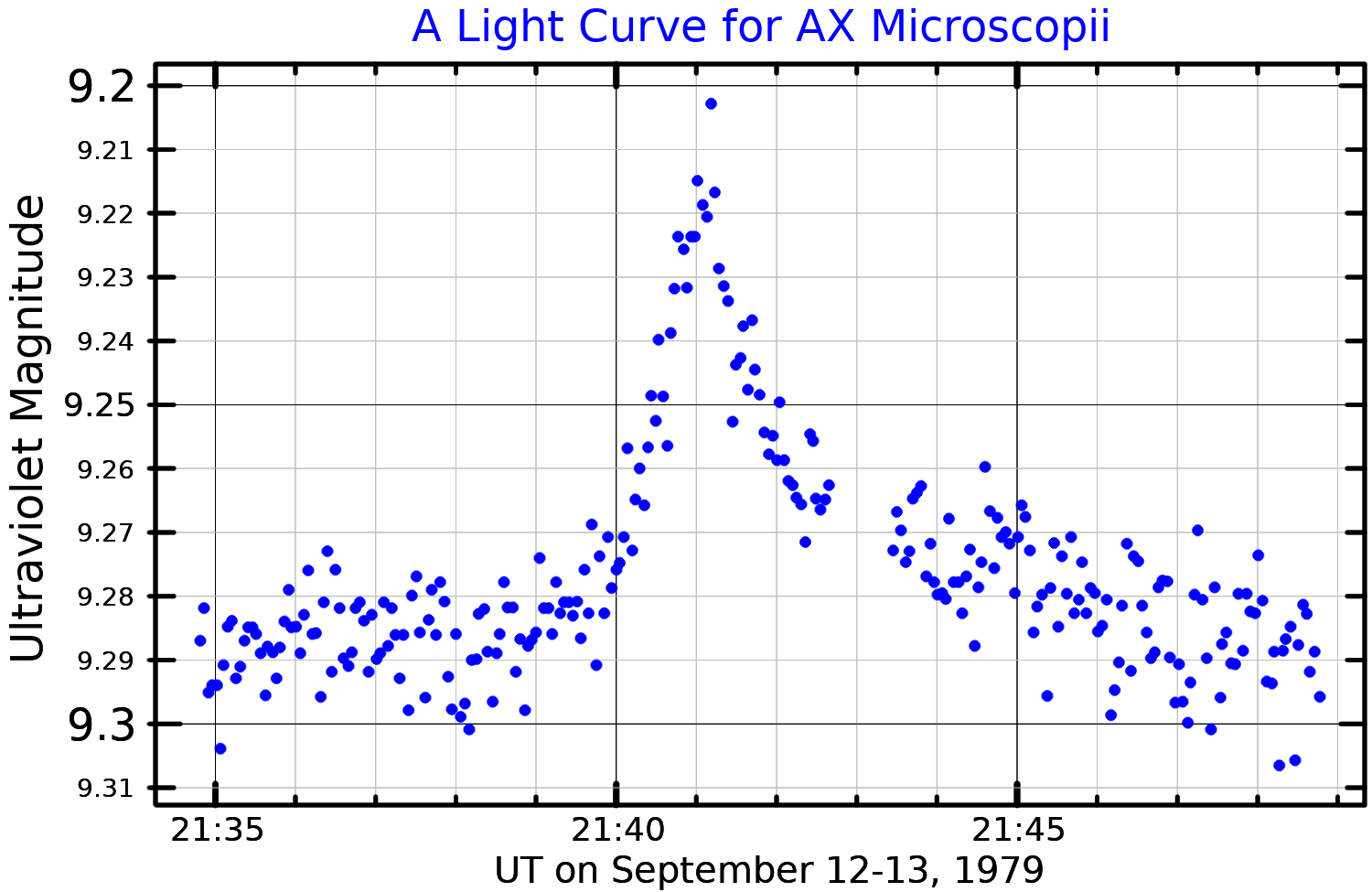
Lichtkromme van een flare van Lacaille 8760

Lacaille 8760 (AX Microscopii) is een ster van het type rode dwerg (spectraalklasse M1V) op 12,95 lichtjaar van de zon in het sterrenbeeld Microscoop. Deze ster is door zijn relatieve nabijheid vanaf de aarde de helderste rode dwerg, maar desondanks niet zichtbaar met het blote oog (de schijnbare magnitude is 6,7). Met een kleine telescoop is hij wel zichtbaar. Er zijn vooralsnog geen planeten rond deze ster bekend. Doordat deze ster een lage massa heeft en een veel lagere temperatuur dan een ster als onze zon, brandt hij veel langzamer op en zal naar verwachting zevenmaal zo lang meegaan als de zon: 7,5 × 1010 jaar.

## Geschiedenis
Deze ster is ontdekt door de Franse astronoom Nicolas Louis de Lacaille, en in 1763 postuum gepubliceerd in een stercatalogus.
In 1979 ontdekte de Ierse astronoom Patrick Byrne dat deze ster een vlamster is, en de ster kreeg de naam AX Microscopii. Voor een vlamster is hij relatief rustig: hij heeft minder dan eenmaal per dag een uitbarsting.